# فريدريش ويلهلم إدوارد جيرهارد
فريدريش ويلهلم إدوارد جيرهارد (بالألمانية: Eduard Gerhard)‏ (و. 1795 – 1867 م) هو عالم إنسان، ومؤرخ الفن، وعالم آثار، وأستاذ جامعي من مملكة بروسيا، ولد في بوزنان، كان عضوًا في الأكاديمية البروسية للعلوم، والمعهد الألماني للآثار، والأكاديمية البافارية للعلوم والعلوم الإنسانية، توفي في برلين، عن عمر يناهز 72 عاماً.

## مناصب
تولى منصب جهيمرات ‏
.

## التعليم
تعلم في جامعة هومبولت في برلين، وتعلم في جامعة فروتسواف
.

## روابط خارجية
- فريدريش ويلهلم إدوارد جيرهارد على موقع الموسوعة البريطانية (الإنجليزية)